# Twardogóra
Twardogóra este un oraș în Polonia.